# Montdoumerc
Montdoumerc település Franciaországban, Lot megyében. Lakosainak száma 570 fő (2022. január 1.). Montdoumerc Montpezat-de-Quercy, Belfort-du-Quercy, Fontanes, Lalbenque és Saint-Paul-Flaugnac községekkel határos.

## Népesség
A település népességének változása:
| Lakosok száma | 304  | 343  | 380  | 411  | 479  | 521  | 538  | 549  | 554  | 570  |
|               | 1968 | 1982 | 1990 | 2006 | 2013 | 2015 | 2017 | 2019 | 2020 | 2022 |